# Wotton St Mary Without
Wotton St Mary Without var en civil parish 1885–1935 när det uppgick i Longlevens, Gloucester, Churchdown och Barnwood i grevskapet Gloucestershire i England. Civil parish var belägen 14 km från Stroud och hade 2 471 invånare år 1931.